# MenuetOS
MenuetOS由芬蘭人開發，是一個操作系统，用於和IBM PC相容的電腦。它由汇編語言寫成，可以存入一隻1.44MB的软盘中。Menuet OS 的32位版本Menuet32使用GNU通用公共许可证發放，但64位版本Menuet64使用自己的协议发放。
MenuetOS拥有实时，抢占式的宏内核。2010年2月24日，开发者加入了对多核的支持。最新进展包括加入了一个数学库，对MPEG视频音频库的支持以及对USB的支持。1.0版在2014年年底左右发布。

## 外部連結
- MenuetOS 官方网站 （页面存档备份，存于）
- Menuet OS 簡體中文版網站(存檔於2007年10月9日)